# محمد رمضان (لاعب كرة قدم مواليد 1963)
محمد رمضان (مواليد 11 سبتمبر 1963) لاعب كرة قدم مصري معتزل. وشغل سابقاً عدة مناصب إدارية في مجال كرة القدم، فعمل مديراً للكرة بالنادي الأهلي ثم النادي المصري البورسعيدي فنادي المقاولين العرب، وكانت آخر المناصب التي تولاها منصب المدير الرياضي لكرة القدم في النادي الأهلي.

## مسيرته الرياضية
بدأ مسيرته الكروية مع نادي الترسانة ولعب له من عام 1986 حتى 1989 سجل خلالها 81 هدفا.
انتقل للنادي الأهلي موسم "1990-1991" واستمر حتى اعتزاله في يونيو 1994، لعب مع النادي الأهلي "128" مباراة، سجل خلالها "64" هدفا، وقاد الفريق للفوز بالدوري العام موسم "1993-1994"، وكأس مصر أعوام "1991، 1992، 1993"، وبطولة أفريقيا أبطال الكؤوس عام "1993".
فاز بلقب هداف الدوري والكأس عام "1990-1991" بعدما سجل 14 هدفا، وفاز مع المنتخب المصري بذهبية دورة الألعاب الأفريقية 1987.
وكانت آخر مبارياته مع النادي الأهلي المباراة الفاصلة ضد النادي الإسماعيلي سنة 1994، وسجل خلالها 3 أهداف وفاز الأهلي بأربعة أهداف لثلاثة وحقق لقب الدوري.
بعد اعتزاله اللعب شغل عدة مناصب إدارية في مجال كرة القدم:
- مديراً للكرة بالنادي الأهلي عام 1995.
- مدربا للأكاديمية السعودية في الولايات المتحدة الأمريكية.
- مديراً للكرة بالنادي المصري البورسعيدي عام 2003.
- مديراً لأكاديمية كرة القدم بالنادي الأهلي عام 2007.
- مديراً للكرة بنادي المقاولين العرب عام 2010.
- عضو لجنة تخطيط كرة القدم بالنادي الأهلي عام 2024.
- المدير الرياضي لكرة القدم بالنادي الأهلي عام 2024.

## روابط خارجية
- محمد رمضان على موقع الاتحاد الدولي (مؤرشف)  (الإنجليزية)
- محمد رمضان على موقع قاعدة بيانات كرة القدم.إي يو (الإنجليزية)
- محمد رمضان على موقع ناشيونال فوتبول تيمز (الإنجليزية)